# (9959) 1991 VF2
A (9959) 1991 VF2 a Naprendszer kisbolygóövében található aszteroida. Ueda Szeidzsi és Kaneda Hirosi fedezte fel 1991. november 9-én.